# Nudo nel mondo
Nudo nel mondo è l'album d'esordio del cantante italiano Luca Laurenti.

## Descrizione
Pubblicato nel 1998, contiene 12 canzoni interpretate da Laurenti (voce e tastiere), sette delle quali composte dallo stesso Laurenti. Le altre cinque sono cover di noti artisti italiani e stranieri.
Dall'album è stato estratto un singolo, Innamorarsi noi, che ha partecipato ad Un disco per l'estate vincendo il premio della stampa.

## Tracce
1. Voglia di mare – 4:30
2. Angela – 4:04
3. Amore puro – 4:57
4. Baci che si rubano – 4:04 (Federico Cavalli, Pietro Cremonesi, Angelo Valsiglio)
5. Sarà perché – 4:05
6. E poi – 4:26 (Giorgia, Massimo Calabrese, Marco Rinalduzzi)
7. Over my shoulder (Dov'è il mio amore) – 3:52
8. Ragazzi di liceo – 3:29
9. Innamorarsi noi – 4:00
10. Nudo nel mondo – 4:24
11. Lupi solitari – 4:00 (Ivana Spagna, Giorgio Spagna)
12. Il grande amore (the greatest love of all) – 5:37